# Mantispa pygmaea
Mantispa pygmaea is een insect uit de familie van de Mantispidae, die tot de orde netvleugeligen (Neuroptera) behoort. 
Mantispa pygmaea is voor het eerst wetenschappelijk beschreven door Stitz in 1913.